# Pasquier de Vaux

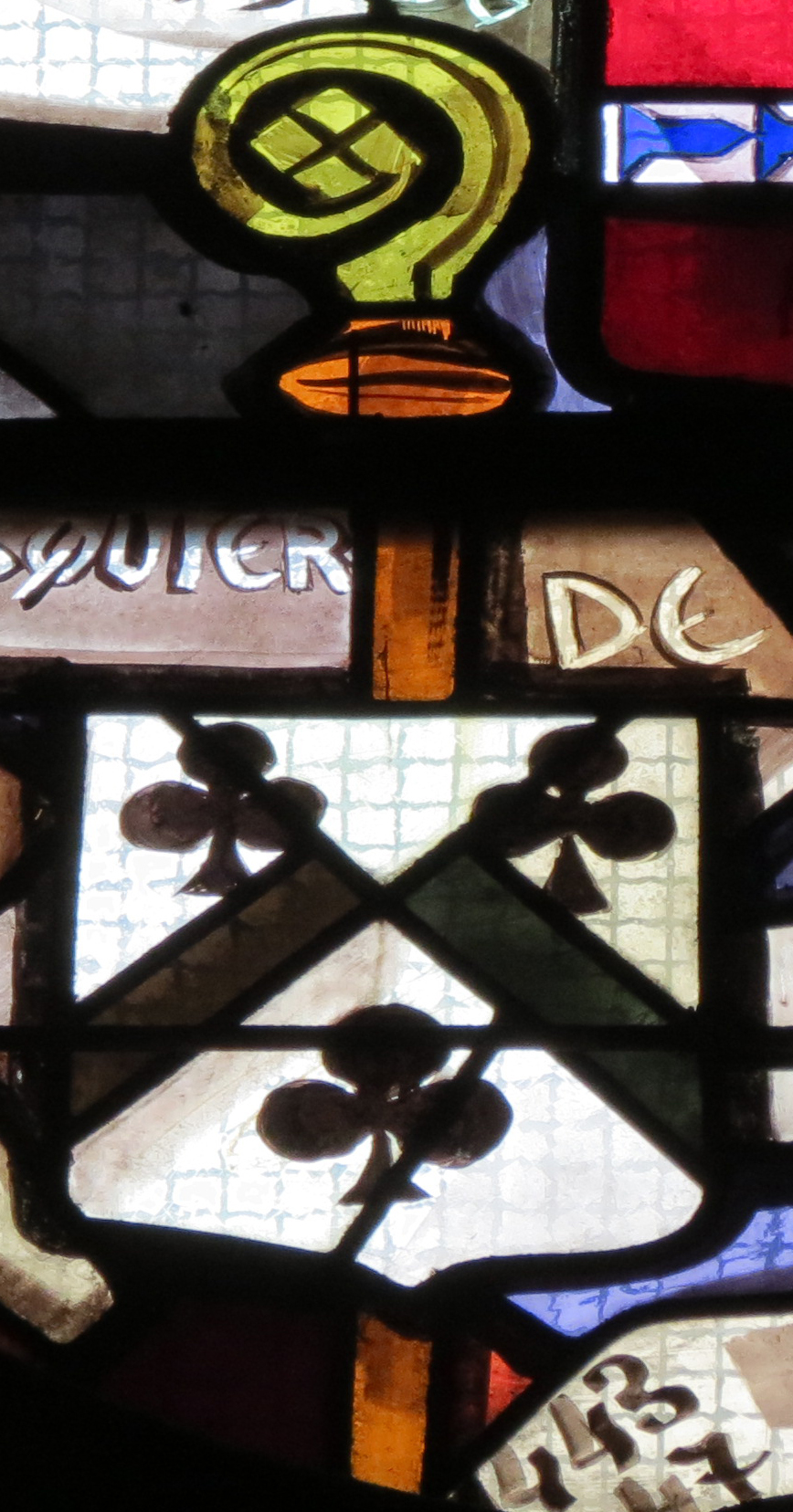
wapenschild van Pasquier de Vaux (Lisieux)

Maximale Engelse bezetting van Frankrijk tijdens de Honderdjarige Oorlog (Verdrag van Troyes). Elk Frans bisdom van Pasquier de Vaux lag in gebied bezet door de Engelsen.

Pasquier of Pascase de Vaux (Vaux-sur-Eure, circa 1400-1410 - Rouen, 10 juli 1447) was achtereenvolgens bisschop van Meaux, bisschop van Évreux en graaf-bisschop van Lisieux. Elk van deze bisdommen lag toen in door Engelsen bezet Frankrijk ten tijde van Honderdjarige Oorlog. De Vaux was een aanhanger en protegé van de Engelse koning.

## Meaux
Reeds aan jonge leeftijd volgde de Vaux, een Normandiër, les aan de kathedraalschool van Lisieux. De Engelsen controleerden geheel Noord-West-Frankrijk in deze fase van de Honderdjarige Oorlog (na het Verdrag van Troyes). Hij studeerde burgerlijke en kerkelijk recht in Parijs. Als aartsdiaken van Avranches had hij inkomsten via prebenden van Normandische abdijen en via kapittels in Parijs, Rouen en Amiens. Hij werkte in dienst van de Engelse koning Hendrik VI in het bezette Frankrijk. Concreet was hij voorzitter van het Rekenhof van Rouen en was hij secretaris van de Engelse regent van Frankrijk, hertog Jan van Bedford.
In 1435 werd de Vaux verkozen tot bisschop van Meaux. De Engelsen trokken de Vaux vooruit bij de bisschopsverkiezing, ten nadele van een aanhanger van de Franse koning. De Vaux behield zijn functie bij het Rekenhof van Rouen nog vele jaren, ook als bisschop. Toen de Vaux in Parijs verbleef, viel Parijs in handen van Karel VII. De Vaux vluchtte naar zijn bisschopsstad Meaux, maar ook deze stad viel in handen van de Fransen (1438-1439). Bisschop de Vaux weigerde getrouwheid aan de Franse koning en nam de vlucht naar Normandië, in Engelse handen.

## Évreux
In 1439 benoemden de Engelse koning Hendrik VI en paus Eugenius IV hem tot bisschop van het Normandische Évreux. Het kapittel van de kathedraal van Évreux mocht overigens geen bisschopsverkiezing organiseren. De paus was bovendien ontstemd over de Pragmatieke Sanctie (1438), waarbij de Franse koning zich het recht toekende Franse bisschoppen te benoemen. Het geval van de Engelse sympathisant de Vaux in Evreux kwam de paus dus goed uit. Maar de Fransen waren ondertussen aan de winnende hand in de Honderdjarige Oorlog en Évreux viel nadien in Franse handen (1443). Dit had gevolgen voor bisschop de Vaux. De Franse koning rekende af met de Vaux en hij decreteerde de verbeurdverklaring van alle goederen van de Vaux, en dit overal op het grondgebied van het koninkrijk Frankrijk. Het Rekenhof van Parijs maakte ondertussen de inventaris op van alle geconfisqueerde goederen van bisschop de Vaux, alles ten voordele van de Franse schatkist.

## Lisieux
Omwille van verdiensten aan de Engelse kroon verkreeg de verjaagde bisschop onmiddellijk het bisdom Lisieux (1443). Paus Eugenius IV stemde opnieuw in met de vraag van koning Hendrik VI van Engeland. De Vaux werd graaf-bisschop van Lisieux, gelegen in Engelse handen en met grafelijke inkomsten voor hem. De Vaux was in Lisieux de opvolger van de overleden bisschop Cauchon. Deze laatste is bekend als diegene die, op Engels bevel, Jeanne d'Arc tot de brandstapel veroordeelde in Rouen. De Vaux verbleef zelf regelmatig in Rouen, om aartsbisschop Raoul Roussel bij te staan, primaat van Normandië. De Vaux stierf in Rouen in 1447 en zijn lichaam werd overgebracht naar de kathedraal Saint-Pierre van Lisieux.